# Mesofrons
Mesofrons is een geslacht van vliesvleugeligen uit de familie Eulophidae. De wetenschappelijke naam van dit geslacht is voor het eerst geldig gepubliceerd in 1994 door LaSalle.

## Soorten
Het geslacht Mesofrons is monotypisch en omvat slechts de volgende soort:
- Mesofrons villosus LaSalle, 1994